# Il capo perfetto (serie televisiva)
Il capo perfetto è una serie televisiva italiana diretta da Roan Johnson e Niccolò Falsetti, liberamente ispirata all'omonimo film spagnolo di Fernando León de Aranoa del 2021: prodotta da Cattleya per Netflix, ha come protagonista Luca Zingaretti nel ruolo del titolo. 

## Trama
Giulio Zagni è il tipico imprenditore emiliano che si è fatto da sé, titolare di un'azienda produttrice di volanti per auto nella terra della Ferrari: un “capo perfetto”, da sempre « sovrano indiscusso e amatissimo della sua fabbrica e della sua famiglia. » Se un amico o parente o dipendente esce dalla retta via, pensa lui a sistemare le cose, a qualsiasi costo. Ma quando s'inceppa il meccanismo in apparenza perfettamente oliato, la vita lavorativa e privata di questo imprenditore modello della Motor Valley va all'improvviso fuori controllo, fra imprevisti tragicomici e colpi di genio.

## Produzione
Il soggetto di serie è di Fernando León de Aranoa, mentre la sceneggiatura è stata scritta da Davide Lantieri, Michele Pellegrini, Marco Pettenello, Serena Patrignanelli e Virginia Virilli. Due i registi: Roan Johnson dei primi tre episodi, e Niccolò Falsetti degli ultimi tre. 
La serie è prodotta da “Cattleya–parte di ITV Studios”, per una spesa annunciata di 13,4 milioni, con il sostegno della Regione Emilia-Romagna, che ha contribuito con 200.000 euro.

### Riprese
Le riprese sono state effettuate quasi interamente in Emilia-Romagna, in un arco di tempo di quattro mesi: annunciate da Zingaretti anche con un breve video, sono iniziate il 18 novembre 2024 a Rubiera, nel Reggiano, e durate fino a marzo 2025. 
Il set si è spostato fra le province di Modena (Castelnuovo Rangone, Modena, Sassuolo e Spilamberto) e Reggio Emilia (Casalgrande, Correggio, Gualtieri, Rubiera), con tre giornate in Toscana.

### Diffusione
Il capo perfetto è atteso in esclusiva su Netflix, in sei episodi, entro il 2025.